# Lynchia reducta
Lynchia reducta är en tvåvingeart som beskrevs av Maa 1969. Lynchia reducta ingår i släktet Lynchia och familjen lusflugor. Inga underarter finns listade i Catalogue of Life.